# Olga Potasjova
Olga Potasjova, född 26 juni 1976 i Potsdam, är en rysk volleybollspelare.
Potasjova blev olympisk silvermedaljör i volleyboll vid sommarspelen 2000 i Sydney.